# NGC 4809
NGC 4809 је галаксија у сазвежђу Девица која се налази на NGC листи објеката дубоког неба.
Деклинација објекта је + 2° 39' 10" а ректасцензија 12h 54m 50,9s. Привидна величина (магнитуда) објекта NGC 4809 износи 14,0 а фотографска магнитуда 14,6. Налази се на удаљености од 22,2000 милиона парсека од Сунца. NGC 4809 је још познат и под ознакама UGC 8034, MCG 1-33-22, CGCG 43-62, IRAS 12523+0255, VV 313, ARP 277, UM 523, KCPG 358A, PGC 43969.